# Justizvollzugsanstalt Sehnde
Die Justizvollzugsanstalt Sehnde ist eine geschlossene Einrichtung des Landes Niedersachsen in Sehnde.

## Geschichte
Das Kabinett der niedersächsischen Landesregierung beschloss im November 1998 den Bau der JVA Sehnde, um der Überbelegung der anderen niedersächsischen Justizvollzugsanstalten zu begegnen. Am 23. Mai 2002 erfolgte die Grundsteinlegung der JVA, nachdem bereits im Dezember 2001 die Anstaltsmauer errichtet wurde. Am 3. Juni 2002 wurde der Förderverein der JVA Sehnde gegründet. Zweck des Vereins ist die Förderung des Verhältnisses zwischen der Öffentlichkeit, den Inhaftierten und den Mitarbeitern der Justizvollzugsanstalt, sowie der Kriminalprävention. Am 25. November selben Jahres wurde unter Beteiligung der zukünftigen Mitarbeiter der JVA das Richtfest gefeiert. Im Jahr 2003 wurde mit dem Innenausbau begonnen. 
Am 1. Oktober 2004 wurde die JVA Sehnde in einer Einweihungsfeier von Justizministerin Elisabeth Heister-Neumann ihrer Bestimmung übergeben. Vom 29. auf den 30. Oktober 2004 fand unter dem Motto Haftalltag hautnah erleben eine Übernachtungsveranstaltung für mehr als 200 Personen aus Sehnde und Umgebung, sowie geladenen Gästen aus Politik, Vollzug und Medien in der JVA statt. Am 8. Dezember 2004 wurden die ersten Strafgefangenen aufgenommen und am 31. Dezember 2005 hatte die JVA ihre Belegungsstärke erreicht. Am 1. Januar 2006 wurde die Sozialtherapeutische Anstalt Bad Gandersheim eine Abteilung der Justizvollzugsanstalt Sehnde. In dieser Abteilung werden bis zu 32 Inhaftierte auf Grundlage sozialtherapeutischer Maßnahmen behandelt.

## Allgemeines
Die JVA Sehnde ist ein viergeschossiger Winkelkammbau und dient zur Unterbringung männlicher Erwachsener mit einer Haftdauer von drei bis elf Jahren. Mit einer Belegungsfähigkeit von 534 Haftplätzen, davon 428 für Strafgefangene und 106 für Untersuchungshäftlinge, ist sie eine der größten Anstalten des Landes. Sie verfügt über fünf Hafthäuser, die in neun Vollzugsabteilungen (29 Stationen) unterteilt sind sowie über eine medizinische Abteilung, in der psychiatrisch erkrankte Inhaftierte stationär untergebracht werden können. Das ca. 15,4 Hektar große Areal ist von einem elektronisch überwachten Zaun und einer 6,50 m hohen Anstaltsmauer umgeben. Von den rund 335 Mitarbeitern der JVA sind mehr als 260 im Vollzugs- und Verwaltungsdienst tätig. Bei den Restlichen handelt es sich um fünf Sozialarbeiter, drei Psychologen, drei Seelsorger, einen Psychiater, einen Allgemeinmediziner, einen Zahnarzt und das vierköpfige Anstaltsleitungsteam. Die Herstellungskosten der JVA beliefen sich auf 103,5 Millionen Euro.

## Auftrag
Das Vollzugskonzept beinhaltet neben der sicheren Unterbringung der Inhaftierten, vor allem eine Vorbereitung auf eine erfolgreiche Wiedereingliederung der Häftlinge in ein berufliches und persönliches Leben. In der JVA Sehnde sollen die Inhaftierten, gemäß § 2 des Strafvollzugsgesetzes, befähigt werden, nach ihrer Entlassung ein straffreies Leben in sozialer Verantwortung zu führen. Die Mitarbeiter sollen die Inhaftierten dabei unterstützen, ihre persönlichen Defizite auszugleichen und sich mit ihren Straftaten auseinanderzusetzen.

## Arbeit und Produktion
Die JVA verfügt über eine moderne und zertifizierte Wäscherei (500 m²) mit Pflege- und Lieferservice, eine 1000 m² große Werkhalle für diverse Metallbearbeitungen, eine 290 m² große Lackiererei die auch Pulverbeschichtungen durchführt und eine rund 1700 m² große Tischlerei. Zusätzlich gibt es acht Betriebsbereiche für Unternehmerbetriebe. 
Die JVA Sehnde bietet außerdem zwölf Arbeitstherapieplätze. Unter der Leitung besonders ausgebildeter Mitarbeiter werden beispielsweise einfachste Grundvoraussetzungen wie Pünktlichkeit und Zuverlässigkeit ebenso trainiert, wie die Handhabung unterschiedlichster Werkzeuge und Materialien. In angepassten, aber stetig ansteigenden Schwierigkeitsgraden bewältigen die Arbeitstherapieteilnehmer immer anspruchsvollere Arbeiten aus den Bereichen Holzbearbeitung und Keramik. Mit dem Abschluss der Maßnahme soll der Teilnehmer befähigt sein, eine Vollzeittätigkeit in den sonstigen Betrieben (beispielsweise Tischlerei) der JVA zu übernehmen.